# Александрийка
Некоторые люди не заботятся ни о славе, ни о бедствиях отечества, его историю знают только со времени кн. Потёмкина, имеют некоторое понятие о статистике только той губернии, в которой находятся их поместия; со всем тем почитают себя патриотами, потому что любят ботвинью, и что дети их бегают в красной рубашке.
Александри́йка (александро́вка, ксандро́вка, александре́йка, лександре́йка) — фабричная хлопчатобумажная ткань исключительно красного цвета, иногда с полоской или клеткой в одну нитку синего, белого или жёлтого цвета. Преимущественно шла на пошив мужских рубах, популярных в XIX веке у небогатого городского населения и также именовавшихся александрийками.
Ткань получила название по греческому имени Александр. В честь Александра Македонского была названа столица Птолемеев в Египте, известный центр текстильной промышленности. Производимые в Александрии так называемые «александровские платки» были известны в России ещё в XVII веке. Александровская мануфактура под Петербургом, которая стала основным местом производства александрийки, была основана лишь в 1798 году.
Популярные рубашки-александрийки часто упоминаются в произведениях русской литературы XIX века и служат своего рода социальным маркером, позволяющим судить о происхождении и интересах одетых в них персонажей. Александрийка фигурирует у Д. В. Григоровича в повести «Антон-Горемыка», у П. И. Мельникова-Печерского — в романе «В лесах». У И. Т. Кокорева в «Ярославцах в Москве» авторское удивление вызывает крестьянин, щеголевато одетый в красную александрийскую рубашку, поскольку ткань фабричного производства была далеко не всегда по карману сельскому населению. У Н. В. Гоголя в «Мёртвых душах» с иронией описывается «парень, лет 17, в красивой рубашке розовой ксандрейки», что для современного автору читателя однозначно свидетельствовало о бедности персонажа, одетого в выцветшую рубашку.
Александрийку не следует путать с александрином — обычно полосатой тканью из смеси льна и хлопка французского происхождения, которая шла на одежду для более состоятельных кругов российского общества.